# Juncal Rivero Fadrique
Juncal Rivero Fadrique (Valladolid, 31 de agosto de 1966) é uma modelo e rainha de beleza espanhola eleita Miss Europa 1985.
Atualmente é também atriz, apresentadora e uma celebridade nacional. 

## Participação em concursos de beleza
Com apenas 17 anos Juncal foi eleita Miss Valladolid e Miss Castilla, o que lhe deu o direito de participar do Miss Espanha 1984 (Señorita España 1984), concurso que ela venceu. Com o título nacional ela ganhou o direito de posteriormente participar do Miss Europa 1985, realizado na Alemanha, que ela também acabou vencendo. 

## Vida após os concursos
Após cumprir seu trabalho como Miss Europa, Juncal se tornou uma modelo requisitada, tendo desfilado nas Semanas de Moda de Paris e NY, tendo trabalhado para marcas como Oscar de la Renta, Chanel e Carolina Herrera. 
Em 1986 ela conseguiu seu primeiro papel como atriz, na série "Segunda enseñanza", da Televisión Española, carreira que ela interrompeu por seu trabalho como modelo, tendo voltado à TV em 1997, em "El Súper" e "La casa de los líos". Seu primeiro papel no teatro, logo depois, foi em "Desconcierto". 
Como apresentadora, estreou em 1994 no programa "Entre amigos". Em 1995 apresentou também o "Noche espectacular entre amigos" pelo Canal Sur 1. No entanto, foi com o programa musical "Noche de fiesta", na TVE, que ela definitivamente alcançou o sucesso no início dos anos 2000. 
Em 2005 participou da primeira edição do programa "Mira quien baila", porém desta época em diante sua carreira na TV decaiu, tendo ela feito apenas pequenas e raras aparições na TV depois disto.

### Vida privada
Se casou com empresário sueco, Frederik Anders Alm em 2004, com o qual teve seu único filho, Derek Alm Rivero. 

## Diretora do Miss e Míster Espanha
Em 2018, Juncal anunciou que era a nova diretora do Miss Espanha (Señorita España). O concurso não era realizado desde 2011. 
Durante o anúncio, algumas declarações suas como "não desfilar de biquíni é mais machista do que não fazê-lo" (BEKIA. Disponível em: https://www.bekia.es/celebrities/juncal-rivero/) geraram uma grande polêmica devido ao Movimento Me Too, tanto que ela depois quis esclarecer suas declarações.